# Helius aphrophilus
Helius aphrophilus là một loài ruồi trong họ Limoniidae. Chúng phân bố ở miền Australasia.